# Чрни Врх в Тухињу
Чрни Врх в Тухињу (словен. Črni Vrh v Tuhinju) је насељено место у општини Камник, Средњесловенска регија, Словенија.

## Историја
До територијалне реорганизације у Словенији био је у саставу старе општине Камник.

## Становништво
У попису становништва из 2011. године, Чрни Врх в Тухињу је имао 31 становника.
| Број становника према пописима | Број становника према пописима | Број становника према пописима |
| ------------------------------ | ------------------------------ | ------------------------------ |
| 1991                           | 2002                           | 2011                           |
| 23                             | 25                             | 31                             |

Напомена: До 1953. исказивано под именом Чрни Врх.